# ViuTV電視劇集列表
本條目列出由ViuTV製作，並曾於或未於ViuTV播映的所有電視劇集。